# Aufklärungsstaffel 88
Die Aufklärungsstaffel 88 (A/88) war ein Aufklärungsverband der deutschen Luftwaffe innerhalb der Legion Condor. Sie war im Vergleich zu den beiden größeren Gruppen, der Kampfgruppe 88 (K/88) und der Jagdgruppe 88 (J/88), ein kleinerer fliegender Verband der Legion Condor, die auf Seiten Francos am Spanischen Bürgerkrieg teilnahm und trotz ihrer vergleichsweise bescheidenen Größe erheblich zu Francos Sieg über die Spanische Republik beitrug.
Die Staffel war eine verstärkte Staffel, die aus drei Schwärmen Fernaufklärern und einem Schwarm Nahaufklärern aus nominal jeweils sechs Luftfahrzeugen bestand. Diese etwas ungewöhnliche Konstellation führt dazu, dass andere Quellen die A/88 in Analogie zur K/88 und J/88 als eine aus vier Staffeln ausgerüstete Gruppe beschreiben. Im Vergleich zu diesen besaß die A/88 allerdings eine deutlich niedrigere Anzahl an Luftfahrzeugen, die nominale Staffelstärke der beiden Gruppen lag mit jeweils zehn bzw. zwölf Maschinen doppelt so hoch.

## Geschichte
Die ersten sechs deutschen Aufklärungsflugzeuge vom Typ Heinkel He 46 trafen in der zweiten Oktoberhälfte 1936 in Ávila ein, im Folgemonat wurden diese durch weitere sechs Heinkel He 45 und zwölf Heinkel He 70 verstärkt. Die He 46 wurde nach kurzer Zeit nicht weiter geflogen. Die beiden übrigen Typen wurden von Anfang an nicht nur zur Aufklärung, sondern auch als leichte Bomber (He 70) bzw. Jagdbomber eingesetzt. Die schnelle He 70 mit ihrer größeren Reichweite kam in den ersten Monaten nicht nur über der nahegelegenen Madridfront, sondern landesweit über strategischen Zielen zum Einsatz. Die kleineren He 45 flogen insbesondere taktische „Freie Jagd“-Einsätze. Mit dem Auftauchen der Polikarpow I-16 verfügten die republikanischen Luftstreitkräfte jedoch ab dem Frühjahr 1937 erstmals über eine Jagdmaschine, die im Vergleich zur He 70 eine überlegene Geschwindigkeit besaß.
Die Staffel war in dieser Zeit auf mehrere Flugplätze verteilt, wobei das Gros in Tablada lag. Zur Vorbereitung des Krieges im Norden lagen sechs He 70 in Salamanca und zwei He 45 noch weiter vorgeschoben in Vitoria. Mitte Juni 1937 wurden die Kämpfe im Norden zunächst unterbrochen und zu Beginn der Schlacht von Brunete wurden Anfang Juli acht He 70 der A/88 nach Valdemorillo verlegt. Nach dem Zurückschlagen der republikanischen Offensive kehrten die Fernaufklärer der A/88 in den Norden nach Villarcayo zurück.
Im August 1937 begann die Umrüstung der Fernaufklärer-Staffel auf die Dornier Do 17. Diese war zuvor von der Versuchsbomberstaffel 88 (VB/88) getestet worden und wurde weiterhin mehrheitlich als Bomber und gelegentlich auch zur Wettererkundung eingesetzt. Nach der Eroberung Kantabriens lagen die Fernaufklärer ab Anfang Oktober 1936 in Santander (zunächst La Albericia und dann Pontejos). Nachdem die letzten He 70 an die Spanier abgegeben worden waren, wurden die Do 17 Mitte November nach Burgos und La Rasa bei El Burgo verteilt.
Während der Schlacht von Teruel im Winter 1937/1938 kam die A/88 sowohl über Teruel als auch über verschiedenen anderen Zielen im von den Republikanern gehaltenen Gebieten zum Einsatz. Die Do-17 operierten vorwiegend von Buñuel und Tauste im oberen Ebrotal aus. Nach der erfolgreichen Aragonoffensive und dem Durchbruch der Francotruppen ans Mittelmeer wurde Mitte Mai eine Rotte He 45 nach La Sénia verlegt, das nach der Eroberung durch die Nationalspanier für ein Dreivierteljahr Haupteinsatzbasis wurde.
Die komplette A/88 wurde im Hinblick auf den geplanten Vormarsch auf Valencia kurze Zeit später in Vinaròs zusammengezogen, wo sie diese Operation bis zum Beginn der Ebroschlacht unterstützte. Im Juli 1937 erhielt sie neue Do 17, womit eine Bomberstaffel und ein Aufklärungsschwarm aufgestellt werden konnten. Ab Mitte August wurden die Offensivkräfte zwischenzeitlich an die Kampfgruppe 88 abgegeben und die Reste der Staffel flogen in Folge ausschließlich Aufklärungseinsätze.
Im November 1938 verlegte die materiell ausgezehrte Staffel zurück nach Tauste, wo sie personell und materiell aufgefrischt wurde ab Dezember erneut in die Kämpfe in Katalonien eingriff. Die Mehrzahl der Do 17 lag in diesen Wochen in Buñuel.
Nach der Eroberung Barcelonas verlegte die gesamte Staffel Ende Januar 1939 nach Sabadell und flog Anfang Februar Luftangriffe auf die letzten verbliebenen Militärflugplätze der republikanischen Luftstreitkräfte. Zusätzlich zu den beiden bisherigen Luftfahrzeugtypen erhielt die A/88 in dieser Zeit auch die ersten Henschel Hs 126 und Ende Februar wurden die letzten He 45 an die nationalspanischen Luftstreitkräfte abgegeben.
Nach der Beendigung der Feindseligkeiten in Katalonien verlegte die Staffel über Sanjurjo nach Barcience im Zentrum des Landes. Die Do 17 klärten schwerpunktmäßig in Richtung Cartagena, einem der letzten Häfen der Republik, auf, während die Hs 126 im Vorfeld des letztendlich nicht mehr erforderlichen Angriffs auf die spanische Hauptstadt für die Fotoaufklärung der Gegend zwischen Madrid und Toledo eingesetzt wurde.

## Bilanz
Die A/88 war der einzige Fotoaufklärungsverband auf Seiten der Francotruppen, weder die nationalspanischen Luftstreitkräfte (Aviación Nacional) noch die italienische Aviazione Legionaria verfügten über diese Fähigkeit. Die vergleichsweise geringe Anzahl an Do-17-Bombern wurde durch eine hohe Präzision der Bombenangriffe kompensiert, so dass der Staffel auch in dieser Rolle ein wichtiger Beitrag zum Sieg Francos zukam. Insgesamt gingen 14 der 29 von der Legion Condor eingesetzten Do-17 verloren, von der insgesamt 32 Maschinen nach Spanien geschickt worden waren. Sechs Exemplare wurden abgeschossen, zwei davon von der VB/88, der Rest ging durch Unfälle verloren.

## Personal
Staffelkapitäne
- Hauptmann Heinsius, Oktober 1936 bis Januar 1937
- Oberleutnant Hans-Detlef von Kessel, Januar 1937 bis September 1937, über Llanes durch Flak abgeschossen
- Hauptmann Joachim Gerndt, September 1937 bis Februar 1938
- Hauptmann Hentschel, Februar 1938 bis Januar 1939
- Major Matussek, Januar 1939 bis Juni 1939